# Liban na Zimowych Igrzyskach Olimpijskich 1956
Liban na Zimowych Igrzyskach Olimpijskich 1956 w Cortinie d’Ampezzo reprezentowało trzech zawodników. Wystartowali oni w narciarstwie alpejskim.
Był to trzeci start Libanu na zimowych igrzyskach olimpijskich (poprzednie to 1948 i 1952).

## Kadra

### Biegi narciarskie
Mężczyźni
| Zawodnik        | Konkurencja   | czas            | Pozycja         |
| --------------- | ------------- | --------------- | --------------- |
| Georges Gereidi | Bieg na 15 km | Dyskwalifikacja | Dyskwalifikacja |

### Narciarstwo alpejskie

#### Mężczyźni
| Zawodnik        | Konkurencja | Konkurencja | Konkurencja   | Konkurencja   | Konkurencja         | Konkurencja              | Konkurencja              | Konkurencja              |
| Zawodnik        | Zjazd       | Zjazd       | Slalom gigant | Slalom gigant | Slalom specjalny    | Slalom specjalny         | Slalom specjalny         | Slalom specjalny         |
| Zawodnik        | Czas        | Miejsce     | Czas          | Miejsce       | Czas 1-go przejazdu | Czas 2-go przejazdu      | Czas łączny              | Miejsce                  |
| --------------- | ----------- | ----------- | ------------- | ------------- | ------------------- | ------------------------ | ------------------------ | ------------------------ |
| Ibrahim Geagea  | 4:33,1      | 42.         | 4:10,0        | 71.           | 2:49,7              | 3:18,9                   | 6:08,6                   | 57.                      |
| Georges Gereidi |             |             | 5:34,8        | 86.           |                     |                          |                          |                          |
| Jean Keyrouz    | 4:57,6      | 43.         | 4:40,6        | 81.           | Dyskwalifikacja     | Nie ukończył konkurencji | Nie ukończył konkurencji | Nie ukończył konkurencji |